# Promerops cafer
Lo zuccheriere del Capo o mangianettare del Capo (Promerops cafer (Linnaeus , 1758)) è un uccello passeriforme della famiglia dei Promeropidae.

## Etimologia
Il nome scientifico della specie, cafer, deriva dal latino e significa "riferito al Sudafrica", mutuando dall'arabo kaffir, in riferimento all'areale di questi uccelli.

## Descrizione

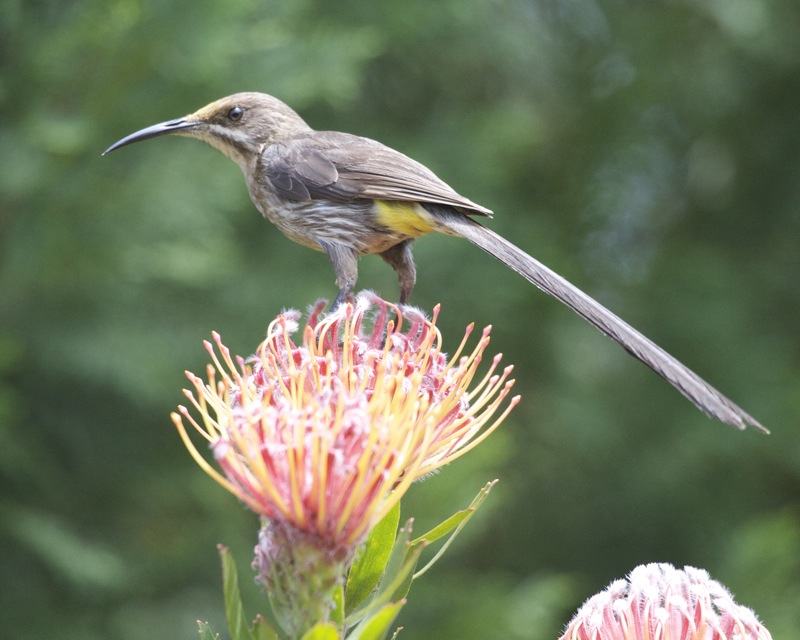
Maschio a Stellenbosch.

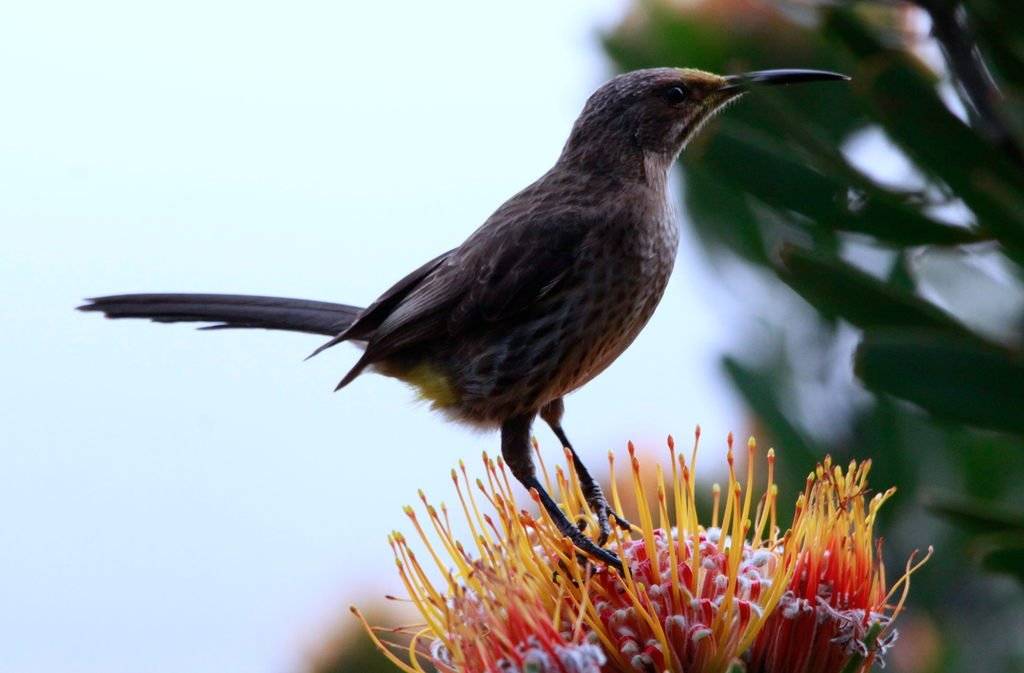
Femmina a Città del Capo.

### Dimensioni
Misura 24 cm di lunghezza (i maschi raggiungono i 44 in virtù della lunga coda), per 26-43,5 g di peso: a parità d'età, i maschi sono più pesanti delle femmine anche di un terzo.

### Aspetto
Si tratta di uccelli dall'aspetto slanciato, muniti di testa arrotondata con lungo e sottile becco appuntito e lievemente ricurvo verso il basso (più lungo nei maschi rispetto alle femmine), ali appuntite, zampe forti e lunga coda, che nei maschi presente penne allungate e semirigide che misurano anche il doppio rispetto al corpo.
Il piumaggio è grigio-nerastro su testa, dorso, ali e coda (con tendenza a scurirsi divenendo nerastro su queste ultime due parti), con gola bianco-grigiastra, petto bruno-grigiastro, fianchi bianco-grigiastri con punte delle singole penne brunastre, mentre la parte centrale del petto è bianco-grigiastra: sulla faccia è presente un mustacchio bianco ai lati del becco, sottolineato da un mustacchio nerastro, mentre il sottocoda è di colore giallo.

Il dimorfismo sessuale è ben evidente, coi maschi che (oltre ad essere più robusti ed a presentare coda molto più lunga) presentano il colore giallo anche sulla fronte e, sebbene più sfumato, anche alla base del becco, sia lateralmente che inferiormente ad esso, ed in genere il loro piumaggio è di tonalità più vivida e con maggiore presenza di sfumature brune, in particolar modo su testa, petto e dorso.
In ambedue i sessi, il becco e le zampe sono di colore nerastro, mentre gli occhi sono di colore bruno scuro.

## Biologia

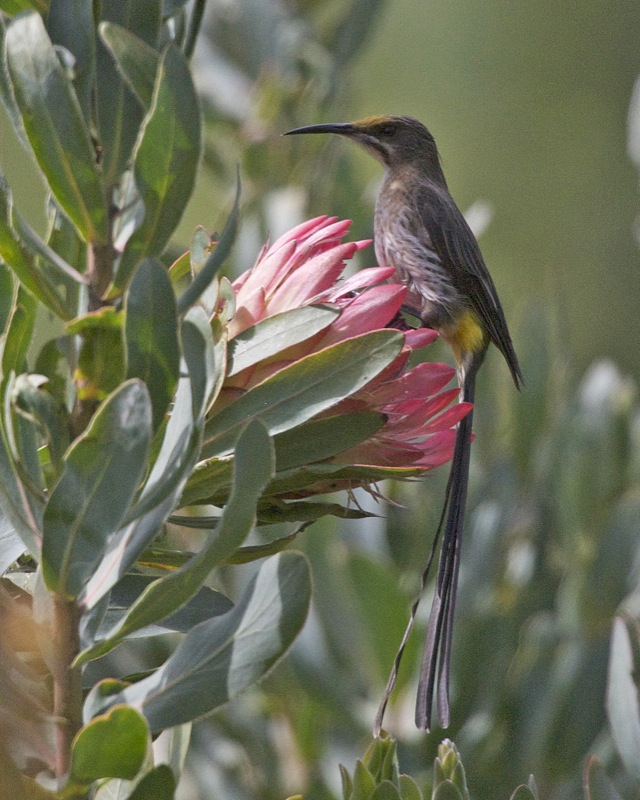
Maschio a Stellenbosch.

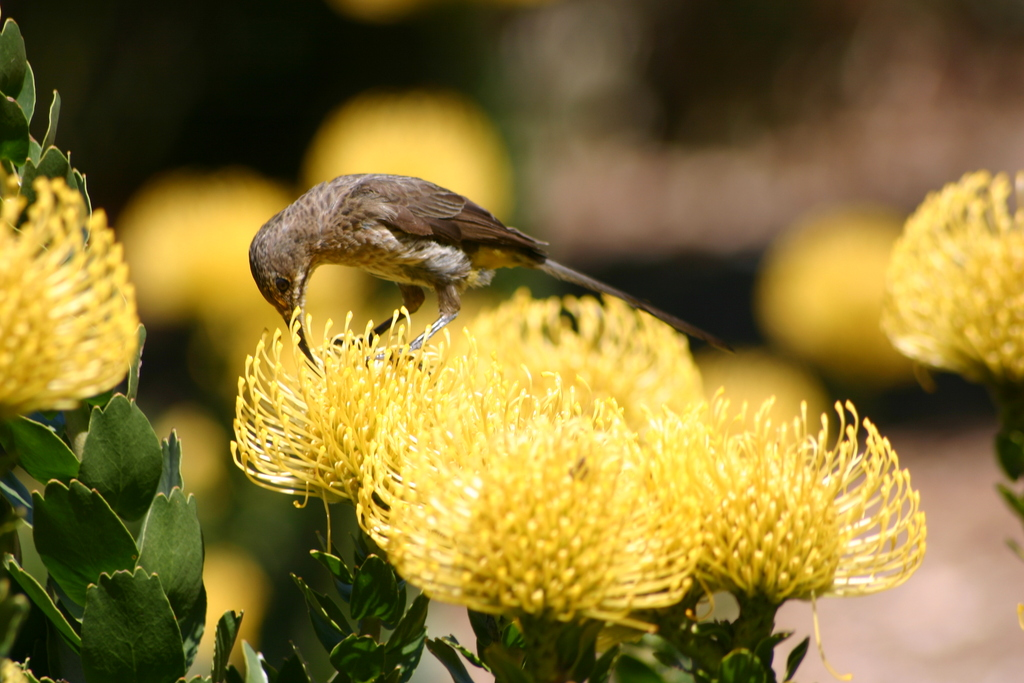
Femmina su Leucospermum.

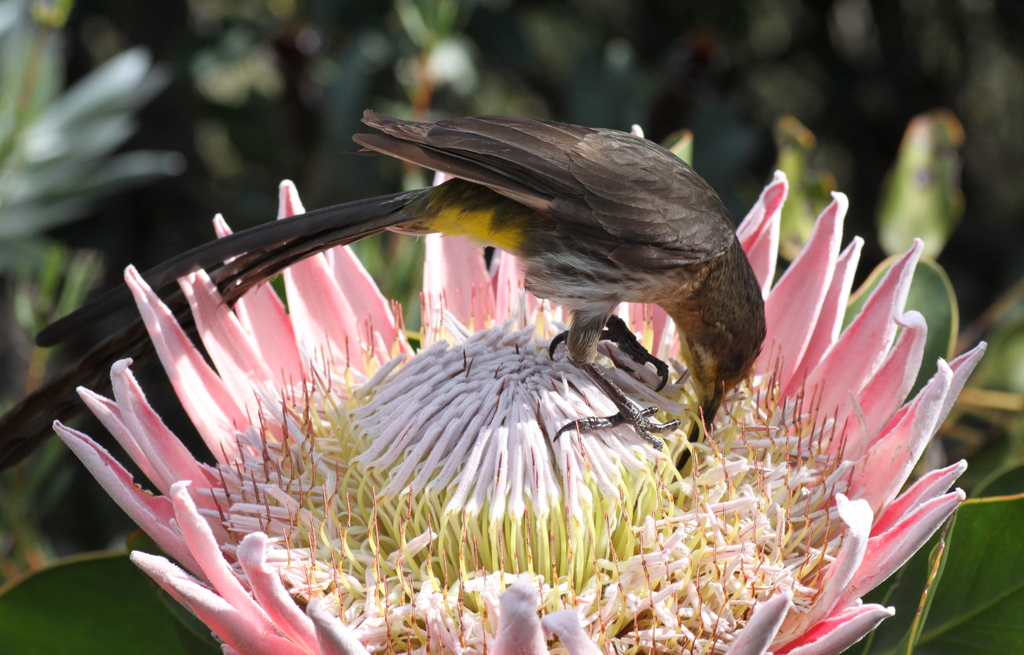
Maschio si nutre da protea.

Lo zuccheriere del Capo è un uccello dalle abitudini di vita essenzialmente diurne, che passa la maggior parte della giornata alla ricerca di cibo, muovendosi da solo (o in coppie durante il periodo riproduttivo) nell'ambito di un territorio ben definito e strenuamente difeso dagli intrusi.
Il richiamo di questi uccelli è pigolante e si compone di numerose note veloci emesse quasi ininterrottamente: soprattutto i maschi, inoltre, sono piuttosto rumorosi in volo, emettendo suoni fruscianti nello sbattere le ali grazie alla particolare conformazione delle penne.

### Alimentazione
Si tratta di uccelli nettarivori, che col lungo becco falciforme, unito ad una lunga lingua dalla punta sfrangiata ed a robusti artigli atti a fare presa sugli steli durante le non rare giornate ventose, sono in grado di suggere agevolmente il nettare dalle protee sudafricane, che rappresenta gran parte della loro dieta: soprattutto le femmine frequentano (sebbene in misura minore) anche altre piante per rifornirsi di nettare.

Oltre al nettare, gli zuccherieri del Capo si nutrono anche di piccoli insetti e ragni, generalmente reperiti in maniera casuale durante la ricerca del loro alimento principale.

### Riproduzione
La stagione riproduttiva di questi uccelli coincide con quella di fioritura delle protee, estendendosi da aprile a luglio nella maggior parte dell'areale della specie, mentre nelle propaggini orientali essa è più corta e parte in giugno.
I maschi corteggiano le femmine volando in giro per il proprio territorio, al fine di impressionarle col rumore del battito alare e le lunghe penne della coda: una volta formatesi le coppie, i due partner rimangono assieme per tutta la stagione degli amori.

Il maschio si disinteressa del tutto delle operazioni di costruzione del nido (una piccola coppa di stecchetti e fibre vegetali sulla punta del ramo di un cespuglio o una siepe), della cova delle 2-3 uova (che dura poco meno di venti giorni) e delle cure parentali verso i pulli, che divengono in grado d'involarsi attorno alle tre settimane di vita e si separano dai genitori a circa un mese e mezzo dalla schiusa: frattanto, esso si occupa di difendere il territorio, la femmina ed il nido da eventuali intrusi.

## Distribuzione e habitat

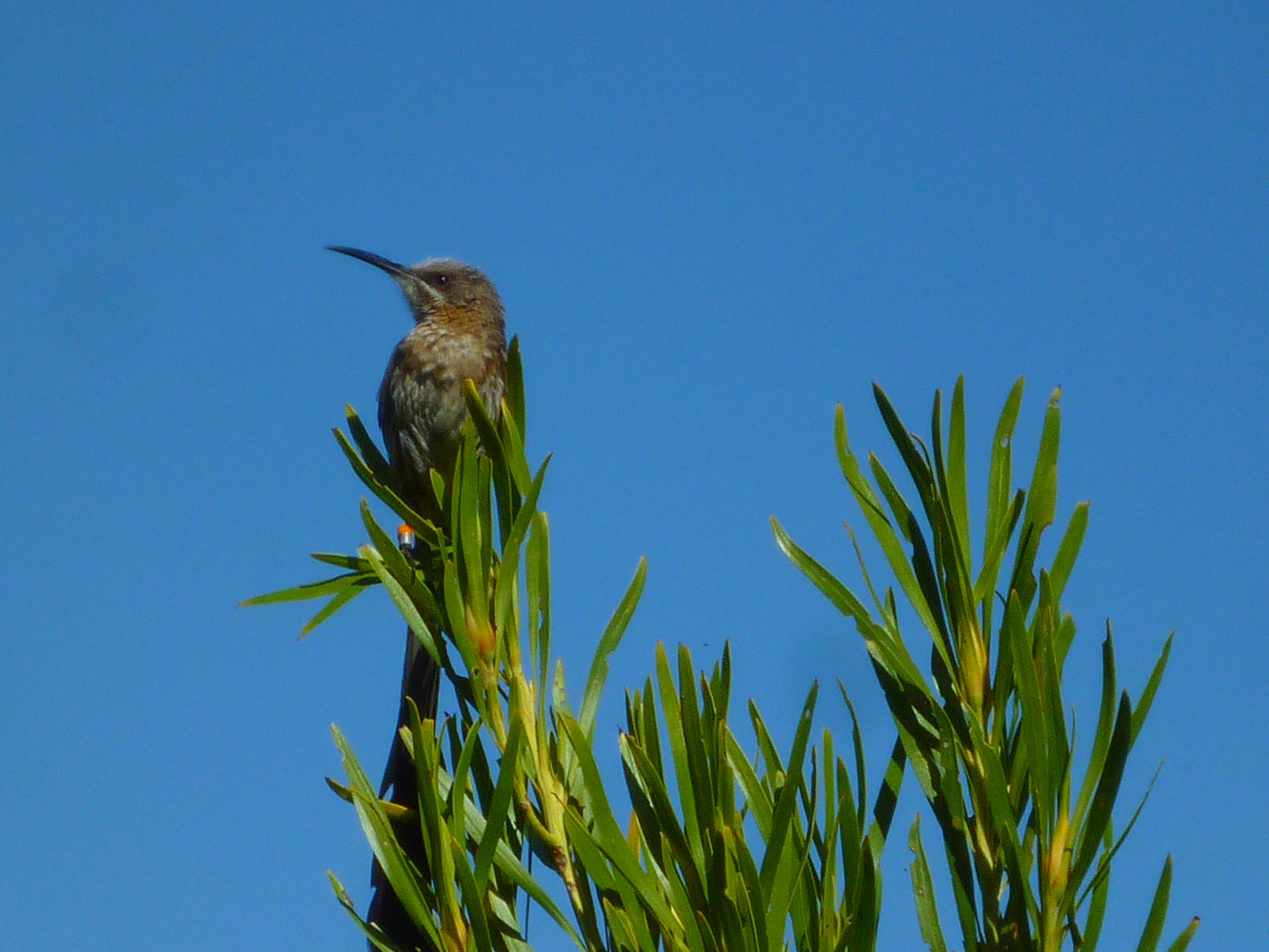
Esemplare a Hermanus.

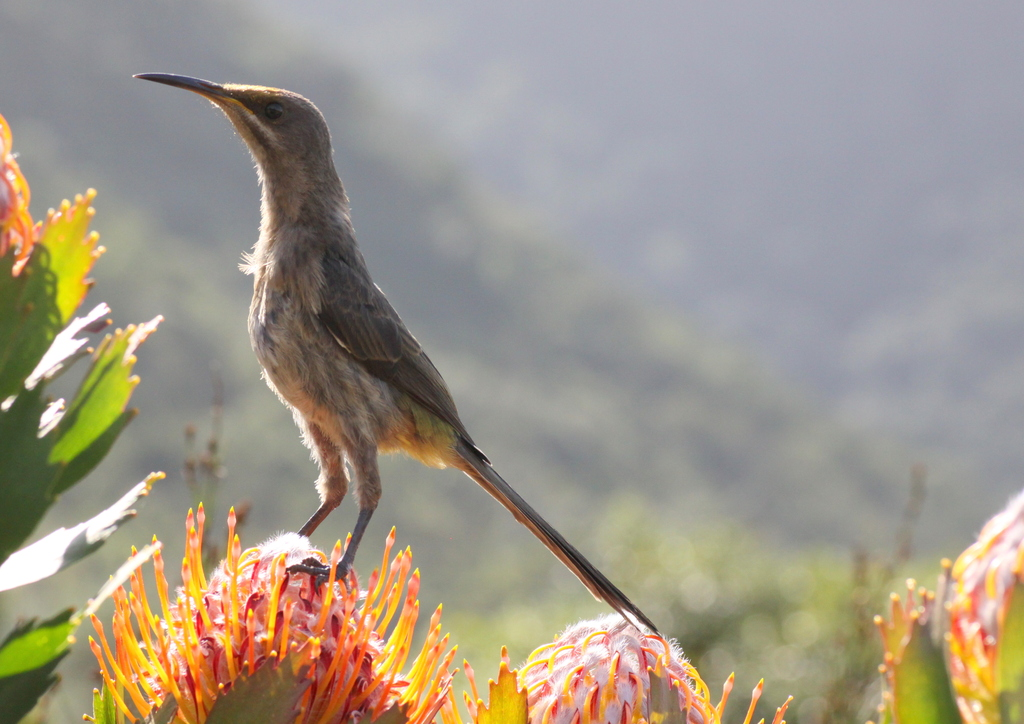
Femmina in natura.

Lo zuccheriere del Capo, come intuibile dal nome comune e dal nome scientifico, è endemico del Sudafrica, del quale popola la regione floristica del Capo, corrispondente alla fascia costiera meridionale del Paese, suddivisa politicamente fra la provincia del Capo Occidentale ed la porzione sud-occidentale della provincia del Capo Orientale.
L'habitat di questi uccelli è rappresentato dal fynbos a prevalenza di ericacee e proteacee, alle quali essi sono particolarmente legati, in particolar modo durante il periodo riproduttivo: durante i mesi non riproduttivi, gli zuccherieri del Capo si spingono anche nelle aree antropizzate, colonizzando i giardini ed i parchi alberati.